# Batalla de Koromogawa
La Batalla de Koromogawa fue un conflicto bélico que tuvo lugar en los primeros años del período Kamakura de la historia de Japón.
Debido a la gran cantidad de victorias obtenidas por Minamoto no Yoshitsune, hermano de Yoritomo, este último comenzó a desconfiar de su hermano, por lo que su ejército inició la persecución de Yoshitsune hasta el extremo norte del país, lo que llevó precisamente a esta batalla, la cual culminaría con la derrota de Yoshitsune.
A pesar de la derrota del ejército del clan Minamoto, fue sobresaliente la fiera defensa de Benkei hacia su señor, luchando hasta la muerte por intentar salvarlo. Poco después de que Benkei muriese, también lo hizo Yoshitsune.
Tras esta batalla, Yoritomo se autoproclamaría shōgun.